# Cytorhabdovirus
Genre
Espèces de rang inférieur
- espèce-type : Lettuce necrotic yellows cytorhabdovirus

Cytorhabdovirus est un genre de virus de la famille des Rhabdoviridae qui comprend vingt-trois espèces acceptées par l'ICTV. Ce sont des virus à ARN à simple brin à polarité négative, classés dans le groupe V de la classification Baltimore. Ces virus infectent des plantes (phytovirus) mono- et dicotylédones, et également certaines espèces d'insectes. Ils se répliquent dans le cytoplasme des cellules infectées tant chez les plantes que chez les insectes.

## Étymologie
Le nom générique « Cytorhabdovirus » dérive du grec ancien, κύτος (kytos), la cellule, en référence à la localisation cytoplasmique des complexes de réplication virale.

## Structure
Les virions sont des particules enveloppées, bacilliformes, de 60 à 75 nm de diamètre et 200 à 350 nm de long.
Le génome est constitué d'une molécule d'ARN à simple brin de sens négatif, linéaire, d'une taille d'environ 13 kb. Cet ARN code six à neuf protéines.

## Transmission
Les Cytorhabdovirus infectant les plantes sont transmis par des insectes-vecteurs de l'ordre des Hémiptères : des pucerons (LNYV, ADV), des fulgores (NCMV, BYSMV) ou des cicadelles (RSMV).
Certains virus sont également transmis lors de la multiplication végétative, et certains peuvent également être transmis par inoculation mécanique de la sève infectée. La transmission par les graines n'a pas été observée. Ces virus se répliquent toujours aussi bien dans les cellules de l'insecte-vecteur ainsi que chez la plante-hôte.

## Liste des espèces et non-classés
Selon NCBI (30 janvier 2021) :
- Alfalfa dwarf cytorhabdovirus (ADV)
- Barley yellow striate mosaic cytorhabdovirus (BYSMV)
- Cabbage cytorhabdovirus (CCyV-1)
- Colocasia bobone disease-associated cytorhabdovirus (CBDaV)
- Lettuce necrotic yellows cytorhabdovirus (LNYV)
- Lettuce yellow mottle cytorhabdovirus (LYMoV)
- Maize yellow striate cytorhabdovirus (MYSV)
- Northern cereal mosaic cytorhabdovirus (NCMV)
- Papaya cytorhabdovirus (PaCV)
- Persimmon cytorhabdovirus (PeV)
- Raspberry vein chlorosis cytorhabdovirus  (RVCV)
- Rice stripe mosaic cytorhabdovirus (RSMV)
- Strawberry crinkle cytorhabdovirus (SCV)
- Tomato yellow mottle-associated cytorhabdovirus (TYMaV)
- Wuhan 4 insect cytorhabdovirus (WuIV-4)
- Wuhan 5 insect cytorhabdovirus (WuIV-5)
- Wuhan 6 insect cytorhabdovirus (WuIV-6)
- Yerba mate chlorosis-associated cytorhabdovirus (YmCaV)
- non-classés
  - Bean-associated cytorhabdovirus
  - Cucurbit cytorhabdovirus 1
  - Cytorhabdovirus Rio Cuarto/2008
  - Ivy vein banding virus
  - Kenyan potato cytorhabdovirus
  - Lichen cytorhabdovirus
  - Medicago cytorhabdovirus A
  - Paper mulberry mosaic-associated virus
  - Soybean blotchy mosaic virus
  - Soybean cyst nematode associated northern cereal mosaic virus
  - Strawberry cytorhabdovirus 1
  - Strawberry virus 1
  - Taastrup virus
  - Trifolium pratense virus A
  - Trifolium pratense virus B
  - Yerba mate rhabdovirus
  - Yerba mate virus A